# اسنتیشام
اسنتیشام (به انگلیسی: Snettisham) یک روستا و محله مدنی در بریتانیا است که در King's Lynn and West Norfolk واقع شده‌است. اسنتیشام ۲۸٫۰۳ کیلومتر مربع مساحت و ۲٬۵۷۰ نفر جمعیت دارد.